# Халатбари, Аббас-Али
Абба́с-Али́ Халатбари́ (перс. عباسعلی خلعتبری‎, 4 июня 1912—11 апреля 1979) — иранский дипломат, генеральный секретарь Организации Центрального Договора (СЕНТО) в 1962—1968, министр иностранных дел в 1973—1978.

## Биография
Родился в семье дипломата, дослужившегося до поста министра финансов и сенатора при Султане Ахмад-шахе.
Получил степень бакалавра политических наук в Париже в 1936 и степень доктора права там же в 1938. Вернувшись в Иран в 1945, работал в министерстве финансов, а с 1947 в министерстве иностранных дел. С сентября 1950 второй секретарь посольства в Швейцарии. Затем работал главой церемониального отдела МИД Ирана, с 1954 советником посольства во Франции. С 1956 года глава Третьего политического отдела МИД.
В 1960–1961 — посол в Польше. С 1962 — генеральный секретарь Организации Центрального Договора (СЕНТО).
Возглавлял СЕНТО в период ряда важных международных политических событий, происходивших в регионе Ближнего и Среднего Востока: антимонархической революции в Северном Йемене в 1962; подъёма национально-освободительного движения в Омане и Маскате, а также в Адене и Федерации Южной Аравии в 1963—1967, приведшего к провозглашению независимости Южного Йемена; Шестидневной арабо-израильской войны и др.
С 1968 — заместитель, с 1973 — министр иностранных дел в правительствах Амира-Аббаса Ховейды и Джамшида Амузегара. Одним из важнейших его действий стало подписание Алжирского договора 1975 года, по которому Иран и Ирак урегулировали свои территориальные споры, установили государственную границу по реке Шатт-эль-Араб и договорились о прекращении взаимной подрывной деятельности. 30 декабря 1975 в Тегеране подписал соглашение об экспорте иранского газа в Советский Союз, Австрию, Германию и Францию.
Расстрелян после Исламской революции в Иране 11 апреля 1979 по приговору Исламского революционного суда под председательством Садека Хальхали по обвинению в коррупции, подрыве национального суверенитета, связях с ЦРУ, подготовке и подписании Алжирского договора (расторгнутого после революции) и подписания контракта на «ненужную стране» Бушерскую АЭС. Вместе с Халатбари были расстреляны несколько видных шахских генералов и политиков — в том числе бывшие директоры САВАК Хасан Пакраван и Нассер Могадам, бывший командующий шахской гвардией Али Нешат, бывший мэр Тегерана Голям Реза Никпей.